# Langzeitpflege
Die Langzeitpflege befasst sich als professionelles Berufsfeld mit der länger anhaltenden bzw. dauerhaften Pflege und Betreuung von Personen mit einem erhöhten Grad an Pflegebedürftigkeit. Die Pflege kann ambulant oder in einer stationären bzw. teilstationären Einrichtung – üblicherweise in Alters- und Pflegeheimen oder einem Tageshospiz – erfolgen. Dem gegenüber steht die Akutpflege.
Ziel der Langzeitpflege ist die Erhaltung einer guten Lebensqualität und einem grösstmöglichen Mass an Selbständigkeit. 

## Definitionen

### Professionelle Pflege und Betreuung
Der Schweizer Berufsverband der Pflegefachfrauen und Pflegefachmänner SBK unterstützt und übernimmt als Mitglied des International Councils of Nurses (ICN) dessen Definition von professioneller Pflege: «Professionelle Pflege umfasst die eigenverantwortliche Versorgung und Betreuung, allein oder in Kooperation mit anderen Berufsangehörigen, von Menschen aller Altersgruppen, von Familien oder Lebensgemeinschaften, sowie Gruppen und sozialen Gemeinschaften, ob krank oder gesund, in allen Lebenssituationen (Settings). Pflege umfasst die Förderung der Gesundheit, die Verhütung von Krankheiten und die Versorgung und Betreuung kranker, behinderter und sterbender Menschen. Weitere Schlüsselaufgaben der Pflege sind Wahrnehmung der Interessen und Bedürfnisse (Advocacy), Förderung einer sicheren Umgebung, Forschung, Mitwirkung in der Gestaltung der Gesundheitspolitik sowie Management des Gesundheitswesens und in der Bildung.»

### Langzeitpflege
Der Begriff „Langzeitpflege“ ist nicht geschützt, daher gibt es im deutschsprachigen Raum keine allgemeingültige Definition. In Deutschland wird die Bezeichnung vor allem in der Umgangssprache verwendet und wird meist als Gegenstück zur Kurzzeitpflege verstanden. Die Kurzzeitpflege in einer Pflegeeinrichtung ist zeitlich auf maximal acht Wochen pro Jahr beschränkt und bezweckt, dass die Patientin oder der Patient den Zustand vor Beginn der Pflegebedürftigkeit wiedererlangt.
Im Gegensatz dazu besteht bei der Langzeitpflege ein länger anhaltender, bzw. dauerhafter Pflegebedarf. Die Langzeitpflege sorgt für Lebensqualität in der Pflege und Betreuung von Menschen mit einer körperlichen, psychischen oder geistigen Beeinträchtigung, von betagten Menschen mit Mehrfacherkrankungen, von schwerkranken oder von sterbenden Menschen in ihrer letzten Lebensphase.

## Situation der Langzeitpflege in der Schweiz

### Pflegepersonal
Die eidgenössisch reglementierten Berufe der Langzeitpflege in der Schweiz sind unter anderen diplomierte/diplomierter Pflegefachfrau und -mann, Fachfrau und -mann Langzeitpflege und -betreuung mit eidgenössischem Fachausweis (FA), Fachfrau und -mann Gesundheit und Betreuung EFZ sowie Assistentin und Assistent Gesundheit und Soziales AGS EBA. Vor allem bei der ersten Berufsgruppe, für die eine Ausbildung oder ein Studium auf der Tertiärstufe nötig ist, besteht aufgrund der demografischen Entwicklung ein akuter Fachkräftemangel. Das hat der Bundesrat erkannt.
Im Jahr 2014 arbeiteten 179'000 Pflegepersonen in den Schweizer Gesundheitsinstitutionen, 54 % davon in der Langzeitpflege (36 % in Alters- und Pflegeheimen, 18 % in den Spitex-Diensten). In der Langzeitpflege setzt sich das Gesundheitspersonal aus rund 34 % diplomierten Pflegefachpersonen (Tertiärabschluss auf Stufe FH und HF), 36 % Fachpersonal Gesundheit und Betreuung (Abschluss Sekundarstufe II) sowie 30 % Pflegehelferinnen und -helfer (anderer/kein Abschluss).
Hinsichtlich Personaldichte bewegt sich die Schweiz im OECD-Mittelmass. Auf 1000 Einwohnerinnen und Einwohner kommen 11.4 diplomierte Pflegefachpersonen, 5.5 Fachpersonen Gesundheit und Betreuung sowie 7.7 Pflegehelferinnen und -helfer.

### Pflegebedürftige
Im Jahr 2008 waren schätzungsweise 115'000 – 120'000 Personen in der Schweiz pflegebedürftig, was einem Anteil von 10 % der Bevölkerung 65+ ausmacht (Tendenz steigend). Die Anzahl wird sich bis 2030 je nach Prognose drastisch erhöhen auf entweder 170'000 im Falle einer positiven Entwicklung der behinderungsfreien Lebenserwartung oder auf rund 230'000 bei einer negativen Kombination verstärkter Alterung und einer Zunahme der Anzahl Menschen, die durch eine oder mehrere Krankheiten in der selbständigen Lebensführung eingeschränkt sind (verlängerte Morbidität).

## Europäische Union
Der Aktionsplan zur europäischen Säule sozialer Rechte kündigte für 2022 eine Initiative zur Langzeitpflege an. Im September 2022 machte die Europäische Kommission einen Vorschlag für eine Empfehlung des Rates zur Langzeitpflege. Dieser soll die Mitgliedstaaten dabei unterstützen, den Zugang zu bezahlbarer und hochwertiger Langzeitpflege für alle Menschen, die diese benötigen, zu verbessern. Der Vorschlag betrifft alle Personen, die Langzeitpflege benötigen, sowie formelle Pflegekräfte und pflegende Angehörige und Nahestehende. Die Kompetenz für die Langzeitpflege liegt bei den Mitgliedstaaten; zugleich ist die EU befugt, die Maßnahmen der Mitgliedstaaten zu unterstützen und zu ergänzen.

## Aus- und Weiterbildung Pflegefachfrau/-mann
Im Schweizer Bildungssystem gibt es die zwei konventionellen Möglichkeiten, sich über den tertiären Weg zur Pflegefachfrau oder zum Pflegefachmann ausbilden zu lassen. An den Fachhochschulen erwerben Absolventinnen und Absolventen den Bildungstitel "Bachelor of Science in Pflege". 2018 waren es 997 Personen, was einer Zunahme von fast 14 % im Vergleich zum Vorjahr entspricht. An den höheren Fachschulen nennt sich der Abschluss "Dipl. Pflegefachfrau/-mann HF". 1938 Studierende konnten diese Ausbildung im Jahr 2019 erfolgreich abschliessen. 4525 Fachfrauen und Fachmänner Gesundheit absolvierten 2019 erfolgreich ihre dreijährige Ausbildung. Gleichzeitig nahm auch die Anzahl Ausbildungsplätze in der Schweiz zu und steigerte sich auf total 9217. In der Schweiz gibt mit der Ausbildung Fachfrau und -mann Langzeitpflege und -betreuung mit eidg. Fachausweis einen zusätzlichen reglementierten Abschluss auf Tertiärebene.

## Fachkräftemangel
Dank der steigenden Lebenserwartung wird die Bevölkerung in der Schweiz immer älter, wodurch auch der Pflegebedarf laufend zunimmt. Beim Pflegefachpersonal mit einem tertiären Abschluss besteht in der Schweiz ein Fachkräftemangel. Weniger als die Hälfte (43 %) der benötigten Fachpersonen erwerben jährlich diesen Abschluss. Ein Referenzszenario von Schweizerischen Gesundheitsobservatorium (Obsan) geht davon aus, dass per 2030 rund 17'000 neue Stellen (Vollzeitäquivalente) neu geschaffen und 25'000 zusätzliche Fachpersonen eingestellt werden müssen. Darüber hinaus müssen 60'000 Gesundheitsfachleute wegen ihres Alters selbst ersetzt werden, alleine 15'000 entfallen dabei auf Alters- und Pflegeheime.
Das hat der Bund im Jahr 2016 erkannt und konkrete Massnahmen erlassen. Einerseits soll bestehendes Personal zum Verbleib im Berufsfeld motiviert werden. Forschungen haben gezeigt, dass eine Erhöhung der durchschnittlichen Verweildauer im Beruf von 15 auf 16 Jahre den Rekrutierungsbedarf um 5–10 % senken würde. Andererseits soll dank der Imagekampagne «Karriere machen als Mensch» der Branchenorganisationen Curaviva Schweiz, Spitex Schweiz und OdASanté die Anzahl Abschlüsse auf Tertiärstufe gesteigert werden. Unterstützt wird die Kampagne vom Staatssekretariat für Bildung, Forschung und Innovation SBFI.
Eine Rekrutierung im Ausland ist keine passable Alternative, da die Schweiz den globalen Verhaltenskodex für die internationale Anwerbung von Gesundheitsfachkräften am 21. Mai 2010 gutgeheissen hat. Einige Schweizer Kantone, darunter z. B. Bern und Zürich, fordern deshalb von Betrieben der ambulanten und der stationären Langzeitpflege eine bestimmte Anzahl Ausbildungsplätze pro Jahr. Ein weiteres Mittel gegen den Fachkräftemangel sind die geförderten Wiedereinstiegsprogramme für ausgebildete Pflegefachpersonen. Einige Kantone, zum Beispiel St. Gallen oder Zürich, bemühen sich auch, Quereinsteigende für den Pflegeberuf zu begeistern.